# Klada (Słowenia)
Klada – wieś w Słowenii, w gminie Škofljica. W 2018 roku liczyła 55 mieszkańców.